# Wim Berkelaar
Wim Berkelaar (1960) is een Nederlands historicus. Sinds 2005 is hij verbonden aan het Historisch Documentatiecentrum voor het Nederlands Protestantisme aan de Vrije Universiteit te Amsterdam. 

## Leven en werk
Berkelaar studeerde geschiedenis aan de Universiteit Utrecht. Nadien was hij onder meer werkzaam bij het Internationaal Instituut voor Sociale Geschiedenis en de Stichting Onderzoek Terugkeer en Opvang, het Joods Historisch Museum en het historisch radioprogramma OVT van de VPRO-radio. Berkelaar is medeoprichter van het Historisch Nieuwsblad en recenseert historische boeken voor het Nederlands Dagblad en Trouw. Verder schrijft hij voor Geschiedenis Magazine en de website Protestant.nl.
In 1995 publiceerde Berkelaar zijn eerste boek, getiteld De schaduw van de bevrijders. Geallieerde oorlogsmisdaden tijdens de Tweede Wereldoorlog. Met George Harinck, Lodewijk Winkeler en Albert de Vos vormde hij de redactie van de derde editie van de Christelijke Encyclopedie (2005). 
Van januari 2008 tot aan de zomer van 2009 maakte hij met George Harinck en Koos van Noppen bij de Evangelische Omroep Nieuw Protestants Peil, een radioprogramma over protestantse geschiedenis. Hij is regelmatig als commentator op het nieuws te gast in het radioprogramma Dit is de dag van de Evangelische Omroep.